# Setteville
Setteville ist eine italienische Gemeinde (comune) in der Provinz Belluno, Region Venetien mit etwa 5800 Einwohnern.

## Geographie
Die Streugemeinde liegt etwa 30 Kilometer südwestlich der Provinzhauptstadt Belluno eingebettet zwischen dem Monte Grappa im Westen und dem Fluss Piave im Osten. Die Gemeinde setzt sich aus den Fraktionen Alano di Piave, Campo, Caorera, Carpen, Cilladon, Colmirano-Uson, Fener, Marziai, Quero (Sitz der Gemeinde), Santa Maria, Scalon, Schievenin und Vas zusammen.

## Geschichte
Die Gemeinde entstand am 22. Januar 2024 durch den Zusammenschluss der Gemeinden Alano di Piave und Quero Vas.